# Indianapolis Daredevils
Gli Indianapolis Daredevils furono una franchigia calcistica statunitense attivo ad Indianapolis dal 1978 al 1979.

## Storia
Gli Indianapolis Daredevils, conosciuti anche come Indy Daredevils, ebbero origine dal trasferimento della franchigia dei N.E. Oceaneers, con sede nel Rhode Island a Indianapolis, nello stato dell'Indiana, militando sempre nell'American Soccer League. Lo stadio da gioco fu il Bowl Butler della Butler University. Dopo due stagioni chiusero i battenti per scarsi risultati.

## Allenatori
- Sam Donnelly (1978-1979)
- Gene Geimer (1979)